# Roma, Lesotho
Roma är en ort i Lesotho. Den ligger i den centrala delen av landet, 26 km sydost om huvudstaden Maseru. Roma ligger 1 665 meter över havet och antalet invånare är 11 612.
Terrängen runt Roma är huvudsakligen kuperad, men västerut är den platt. Runt Roma är det ganska tätbefolkat, med 116 invånare per kvadratkilometer. Närmaste större samhälle är Mazenod, 13,8 km väster om Roma. Trakten runt Roma består i huvudsak av gräsmarker.